# 中国烟草博物馆
上海中国烟草博物馆（英語：Tobacco Museum of China）位于上海市杨浦区长阳路728号，是国家级的专题性博物馆，也是世界上最大的烟草博物馆（截至2012年）。

## 历史
中国烟草博物馆由中国烟草行业于2004年7月共同兴建，占地面积5511平方米，总建筑面积9617平方米，共有七个展馆，分别为烟草发展历程、烟草农业、烟草工业、烟草文化、烟草经贸、烟草管理、吸烟与控烟、新世纪馆。展品有照片文献、实物、模型、场景、真人蜡像等，介绍了中国大陸烟草行业的发展历史。在烟草文化馆中，展出有各民族的吸烟风俗、烟具、香烟标志、画片等。博物馆有专职讲解员，并且配备有中英文语音导览系统。

## 展品
- 烟具：白铜镂空花鸟纹水烟壶、白铜景泰蓝开光桃花纹水烟壶、白铜阴刻开框龙凤花鸟水烟壶、白铜“四君子”水烟壶、白铜富贵寿考水烟壶、白铜景泰蓝蝶花纹水烟壶[2]。
- 烟标：西厢图广告画、古装美女月份牌、持扇美女香烟广告画、惜春绘大观园图广告画等。

## 画廊

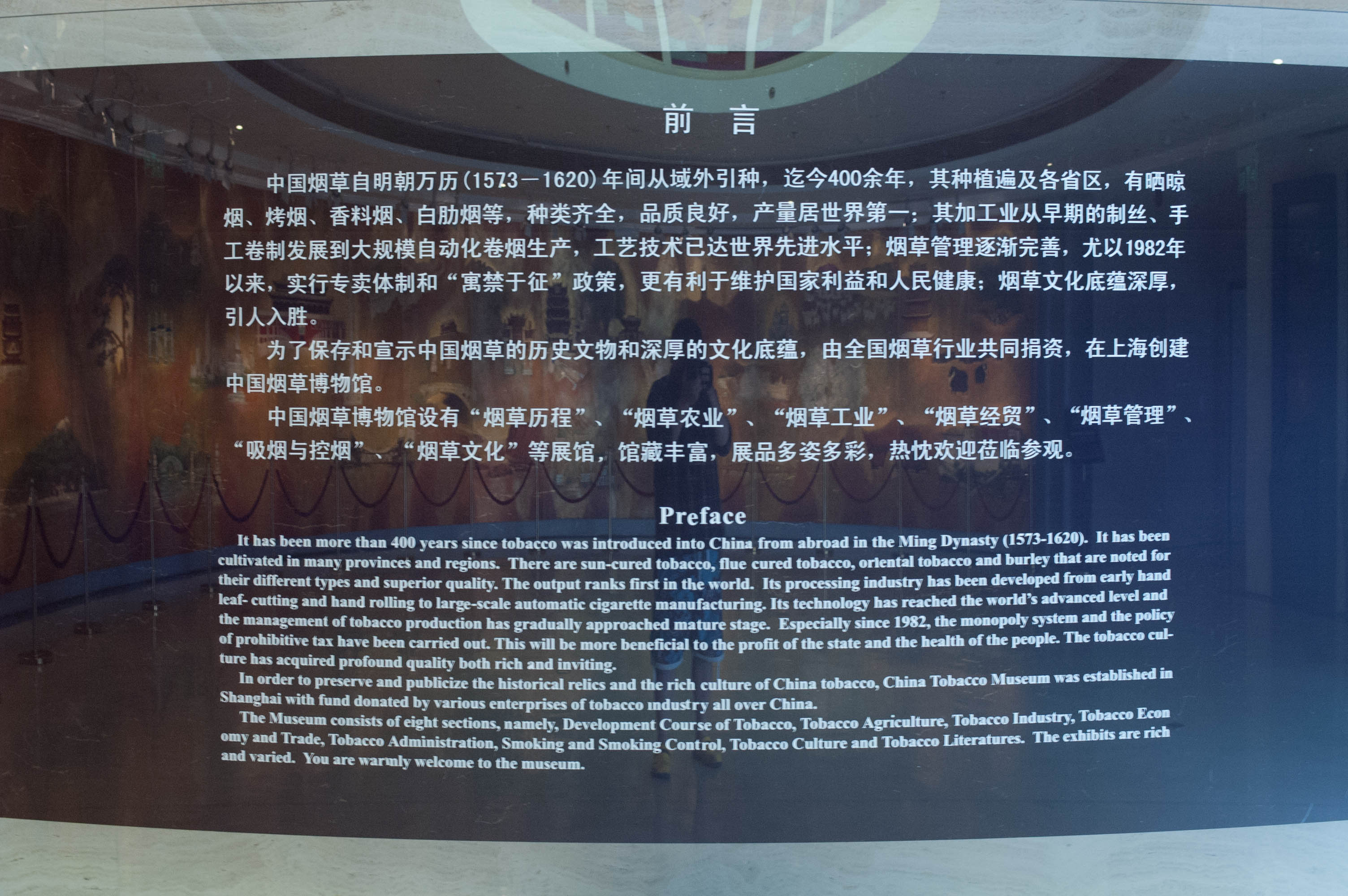
上海中国烟草博物馆前言
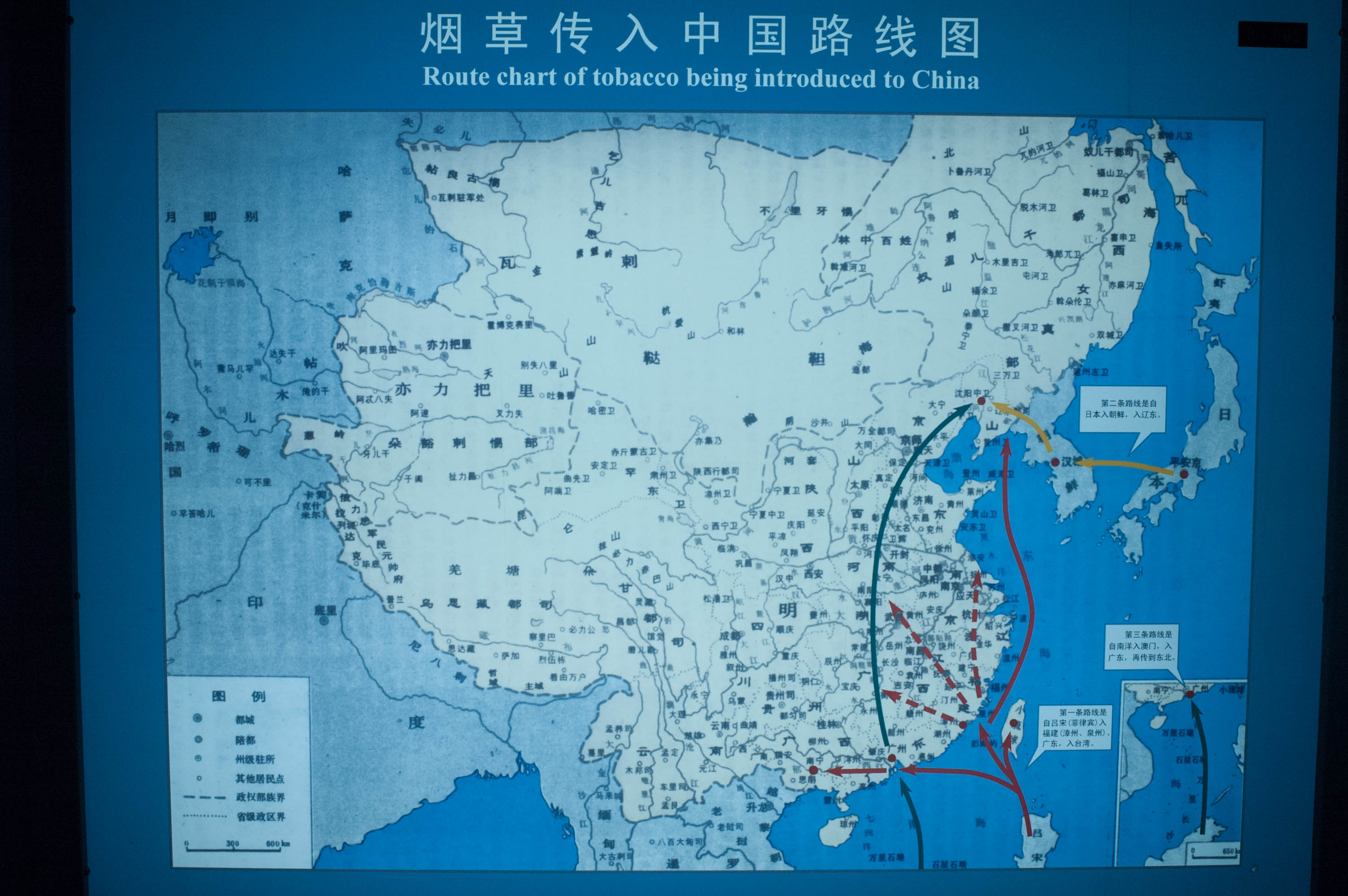
烟草传入中国路线图
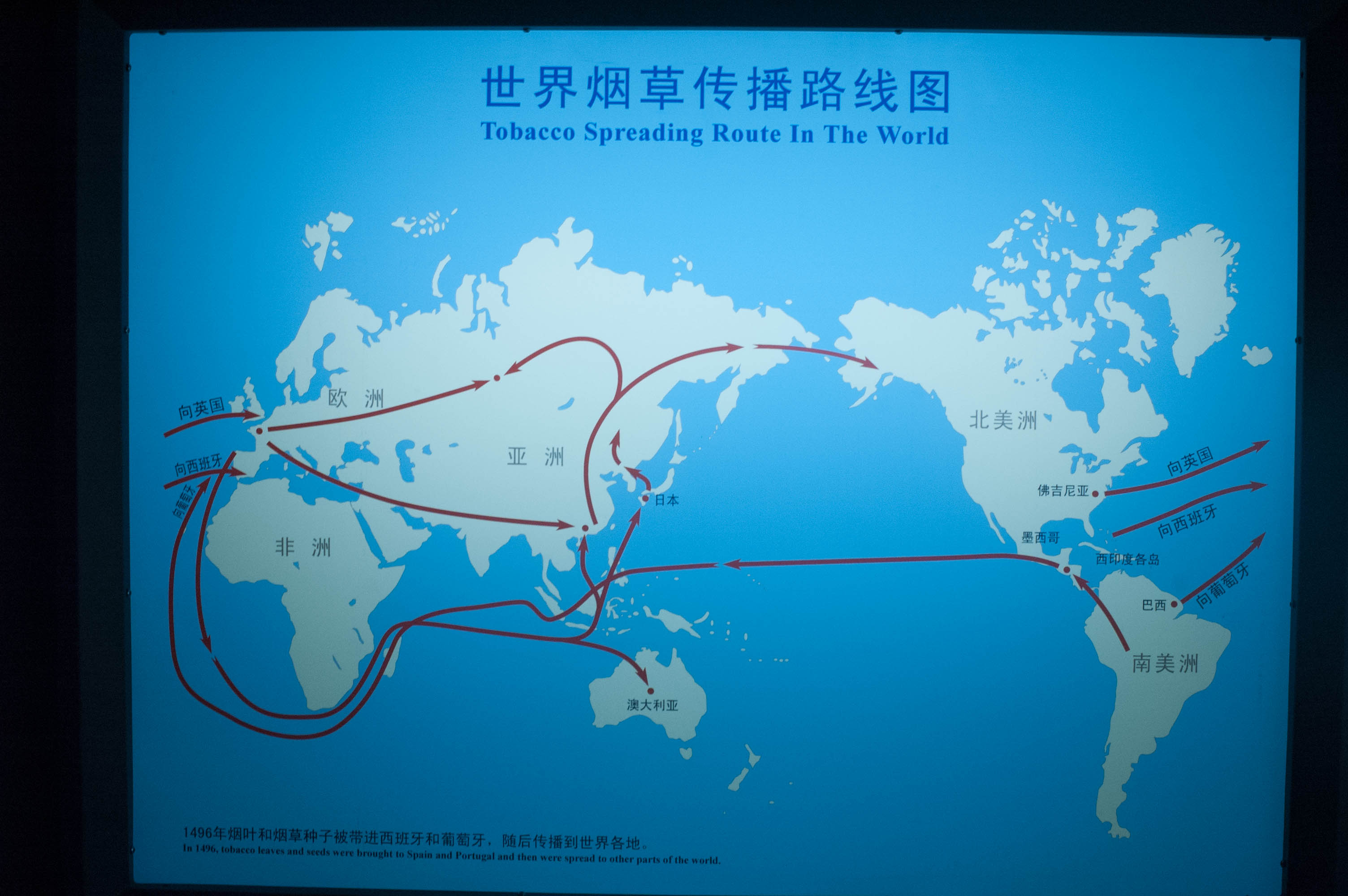
世界烟草传播路线图
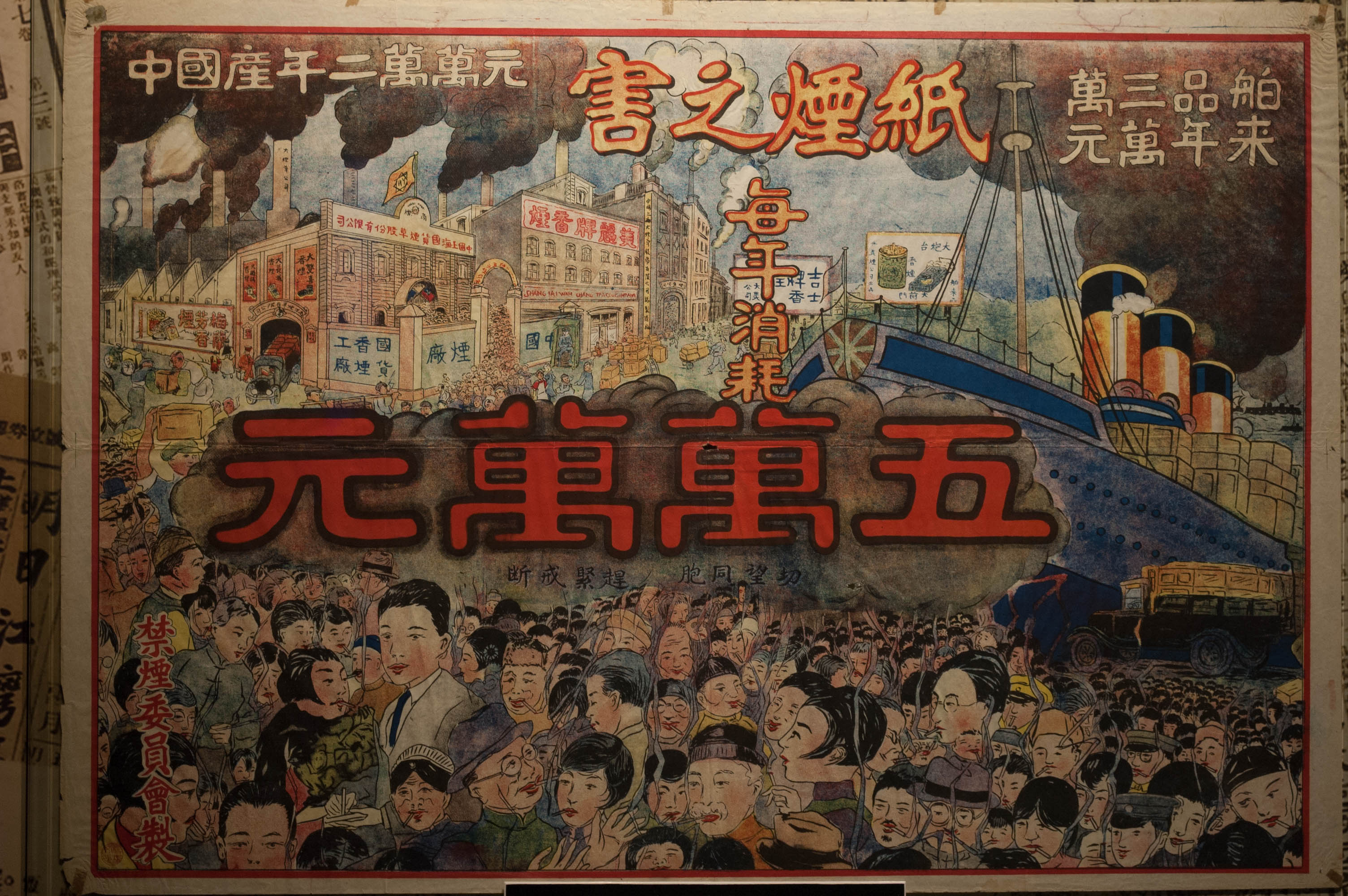
戒烟宣传

## 争议
2012年，中国烟草博物馆网站刊文宣布“烟博馆获市爱国主义教育基地先进单位殊荣”，引发社会关注和热议。社会各界人士、媒体和控烟组织多对此表达反对意见，提出如撤销其爱国主义教育基地称号、“烟草业假（借）科普、未成年人教育和爱国主义教育之名，行烟草营销之实”、应加强控烟禁烟宣传、应禁止青少年参观等意见。新华网记者采访上海市委宣传部相关负责人时，负责人回应该授牌符合规定。